# Motiș, Sibiu
Motiș este un sat în comuna Valea Viilor din județul Sibiu, Transilvania, România. Localitatea  s-a numit în vechime și Motișdorf, Motișul sau Mortesdorf (în maghiară Martontelke, Mártontelke, în traducere „satul lui Martin”, în dialectul săsesc Mortesderf, Motesdref, în germană Märtesdorf, Mertesdorf, Mortesdorf).

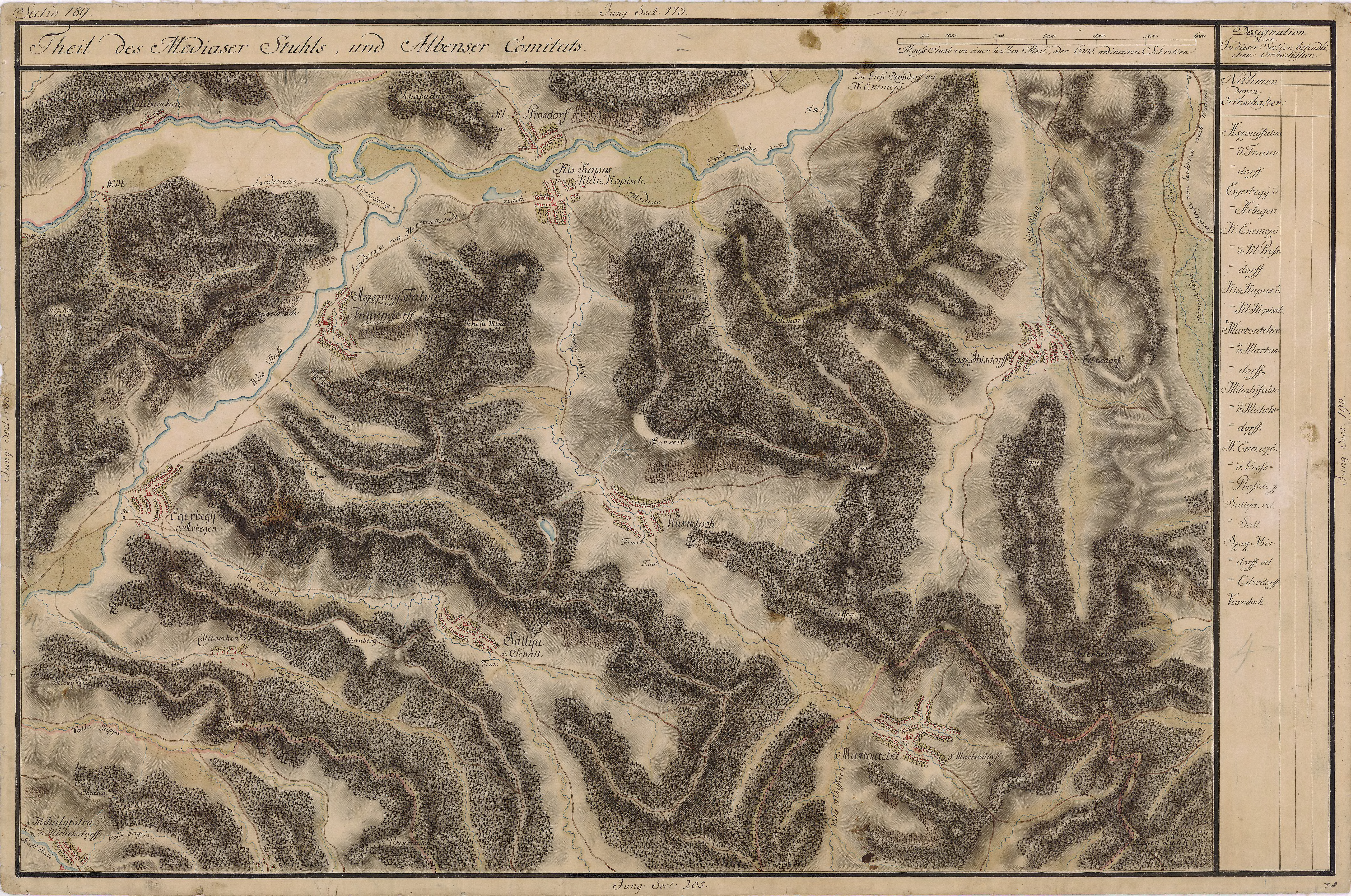
Motiș în Harta Iosefină a Transilvaniei, 1769-1773

## Monumente
- Biserica fortificată din Motiș, secolul al XIV-lea, monument istoric